# Bruno Barreto
Bruno Barreto (Rio de Janeiro, 16 de març de 1955) és un director de cinema brasiler.

## Biografia
Va néixer en Rio de Janeiro, fill de Lucy i Luiz Carlos Barreto. Va començar a fer la seva primera pel·lícula, Tati a l'edat de disset anys, amb la que va participar al 8è Festival Internacional de Cinema de Moscou. i que el va convertir en un dels directors de cinema més coneguts del Brasil. Els gèneres presents en les seves pel·lícules varien des de la comèdia, amb treballs com Dona Flor e Seus Dois Maridos (1976) i Bossa Nova (2000), fins als thriller com O Que É Isso, Companheiro? (1997), amb el que va participar al 47è Festival Internacional de Cinema de Berlín. Altres pel·lícules dirigides per Barreto inclouen Carried Away i View from the Top.
Barreto va estar casat amb la actriu Amy Irving entre 1996 i 2005, amb qui va filmar Bossa Nova i Carried Away. Van tenir un fill anomenat Gabriel.

## Controvèrsia
Segons Bloomberg News, els fiscals brasilers al·leguen que Barreto va arrasar una selva protegida a l'illa brasilera de Pico per construir una casa personal. El 2006 va ser acusat de talar il·legalment un bosc protegit. Barreto havia acordat en un procediment judicial el 2008 enderrocar aquesta casa i restaurar el terreny en un termini de 2 anys. Tot i això, quatre anys després, la fiscalia afirma que la casa continua intacta.

## Filmografia
- 2013 - Lluna al Brasil
- 2013 - Crô - O pel·lícula
- 2008 - Última Parada 174
- 2007 - Caixa Dois

Bruno Barreto dirigeix Daniela Vasconcelos a Tati.

- 2004 - O Casamento de Romeu e Julieta
- 2003 - View from the Top
- 2000 - Bossa Nova
- 1998 - One Tough Cop
- 1997 - O Que É Isso, Companheiro?
- 1995 - Carried Away
- 1992 - The Heart of Justice telefilm
- 1990 - Sota una altra bandera
- 1987 - Romance da Empregada
- 1986 - Além da Paixão
- 1986 - Três Amigos Nunca se Separam - curtmetratge
- 1984 - O Beijo no Asfalto
- 1982 - Gabriela
- 1979 - Amor Bandido
- 1976 - Dona Flor e Seus Dois Maridos
- 1974 - A Estrela Sobe
- 1972 - Tati
- 1971 - Emboscada - curtmetratge
- 1971 - A Bolsa, a Vida - curtmetratge
- 1970 - Este Silêncio Pode Significar Muita Coisa - curtmetratge
- 1969 - Divina Maravilhosa - curtmetratge
- 1968 - Dr. Strangelove and Mr. Hyde - curtmetratge
- 1967 - Bahia, à Vista – curtmetratge